# Ruslana Korshunova
Ruslana Sergeyevna Korshunova (en russe : Руслана Серге́евна Коршунова) née le 2 juillet 1987 à Alma-Ata dans la République socialiste soviétique kazakhe en URSS et morte le 28 juin 2008 à New York (États-Unis) est un mannequin kazakhstanais d’origine russe, décédée dans des conditions suspectes à l'approche de ses vingt-et-un ans.

## Biographie
Ruslana Korshunova est née à Almaty, au Kazakhstan. Ses parents sont d’origine russe. 
Son père décède en 1992, Ruslana est alors âgée de cinq ans. Sa mère est femme de ménage. Elle habite au Kazakhstan, à Almaty. Elle parle couramment le russe, l'anglais et l'allemand.[réf. souhaitée]

### Mannequinat
Korshunova est découverte en 2003 quand le magazine All Asia publie un article à propos d'une association locale de la ville d'Almaty dont elle fait partie. Mise en avant par la photographie qui illustre l'article, la jeune Ruslana, âgée de quinze ans, attire l'attention de Debbie Jones travaillant pour l'agence Models 1, qui la retrouve et lui fait signer un contrat. Surnommée la « Rapunzel russe », elle est connue pour ses beaux cheveux longs et châtains qu'elle porte au début de sa carrière.
Elle pose en couverture des magazines Vogue (Pologne, Russie), Elle (France), Glamour et défile pour Marc Jacobs, Jill Stuart, Kenzo ou encore Jason Wu. Elle participe également aux campagnes publicitaires de Blugirl par Blumarine (en), BCBG, Clarins, Dior, Lacoste, DKNY, Ghost, Kenzo, Marithé et François Girbaud, Max Studio, Moschino, Old England, Pantene Always Smooth, Paul Smith, Lunasol et Vera Wang lingerie.
Elle a également été l'égérie du parfum Nina de Nina Ricci.
D'après les journaux de bord de l'avion personnel de Jeffrey Epstein, Korshunova se serait déplacée en juin 2006 sur l'île Little Saint James de Jeffrey Epstein.

### Décès
Le 28 juin 2008 vers 14h30, Ruslana Korshunova décède après avoir chuté du balcon de son appartement au 9e étage du 130 Water Street dans le Financial District de Manhattan. Les forces de police présentes constatent l'absence de signes de lutte dans l'appartement et concluent au suicide.
Depuis plusieurs mois, Ruslana postait des messages inhabituels sur son blog :
- « Maintenant, je ne sais pas si c'était de l'amour réel... Je pense être sûre... Qu'il existe quelque part... Peut-être à proximité... Ou peut-être... », le 6 avril 2008
- « Je me suis perdue... Vais-je me retrouver enfin ? », le 20 mars 2008
- « La vie est très fragile, et la mienne pourrait être facilement ruinée », le 18 mars 2008
- « Aimer sans retour est très dur, douloureux », le 18 mars 2008
- « Mon rêve est de voler. Oh, mon arc en ciel est trop haut », le 7 mars 2008

Une de ses amies explique que Ruslana revenait d'une séance photo à Paris, qu'elle semblait « au sommet du monde » et n'avait aucune raison apparente de mettre fin à ses jours. Son ex-petit ami, Artem Perchenok, déclare l'avoir déposée à son appartement plusieurs heures avant sa mort, après avoir vu ensemble le film Ghost.
Bien que la mort de Korshunova soit officiellement considérée par la police comme un suicide, la presse évoque la possibilité d'un assassinat mafieux.
Une agence de prostitution aurait harcelé et menacé la jeune mannequin, ce qui l'a peut-être conduit à se suicider.[réf. nécessaire]
D'après un livre publié en 2014 par l'auteur et universitaire Peter Pomerantsev « Nothing Is True and Everything Is Possible : The Surreal Heart of the New Russia », elle aurait rejoint un groupe d'entraide critiqué pour être sectaire, Rose of the World.